# Montrichard-Val-de-Cher
Montrichard Val de Cher es una comuna nueva francesa situada en el departamento de Loir y Cher, de la región de Centro-Valle de Loira.

## Historia
Fue creada el 1 de enero de 2016, en aplicación de una resolución del prefecto de Loir y Cher de 2 de diciembre de 2015 con la unión de las comunas de Bourré y Montrichard, pasando a estar el ayuntamiento en la antigua comuna de Montrichard.

## Demografía
| Gráfica de evolución demográfica de Montrichard-Val-de-Cher entre 1800 y 2013 |
|                                                                               |

Los datos entre 1800 y 2013 son el resultado de sumar los parciales de las dos comunas que forman la nueva comuna de Montrichard-Val-de-Cher, cuyos datos se han cogido de 1800 a 1999, para las comunas de Bourré y Montrichard de la página francesa EHESS/Cassini. Los demás datos se han cogido de la página del INSEE.

## Composición
| Comuna delegada | Código INSEE | Población (2013) | Superficie (km²) | Densidad (hab./km²) |
| --------------- | ------------ | ---------------- | ---------------- | ------------------- |
| Bourré          | 41023        | 676              | 4.84             | 140                 |
| Montrichard     | 41151        | 3319             | 14.36            | 231                 |